# Panajachel
Panajachel —o San Francisco Panajachel— («San Francisco»: en honor a su santo patrono Francisco de Asís) es un municipio y ciudad del departamento de Sololá, en la República de Guatemala. Su cabecera municipal es la ciudad del mismo nombre, la cual tiene aproximadamente 16.000 habitantes. Se ubica en el altiplano guatemalteco a orillas del lago Atitlán a una altitud de 1500 metros sobre nivel del mar. 
Fue fundado como una de las reducciones o «doctrinas», por los frailes franciscano y durante la época colonial fue sede de uno de los conventos de la Provincia franciscana del Santísimo Nombre de Jesús en Guatemala. Luego de la Independencia de Centroamérica en 1821, pasó a formar parte del departamento de Sololá/Suchitepéquez; y en 1838 fue parte del efímero Estado de Los Altos hasta que este fue reincorporado al Estado de Guatemala por el general conservador Rafael Carrera en 1840.  Posteriormente, tras la Reforma Liberal de 1871, el 12 de agosto de 1872 el gobierno de facto del presidente provisorio Miguel García Granados creó el departamento de Quiché, al que adjudicó gran parte del territorio de Sololá, aunque Panajachel permaneció en este último.
En 1892 la visitaron los arqueólogos británicos Anne y Alfred Maudslay, quienes describieron sus observaciones en el libro A glimpse at Guatemala (español: Un vistazo a Guatemala) e hicieron referencia a una ceremonia indígena en la que se utilizaron imágenes de santos católicos pero con un significado completamente pagano, que es un ejemplo del sincretismo religioso que existe desde esa época entre los indígenas guatemalecos.
En el siglo xxi, el huracán Stan azotó Guatemala como huracán de categoría I y provocó considerables daños en el municipio.
Desde la década de 1960, y por su proximidad al Lago de Atitlán, ha sido uno de los destinos turísticos favoritos en Guatemala; de esta cuenta existen numerosos hostales y hoteles de lujo en la cabecera municipal. En uno de estos hoteles fue capturado el exgobernador de Veracruz (México), Javier Duarte de Ochoa en abril de 2017, quien había ingresado clandestinamente a Guatemala huyendo de un proceso penal por corrupción en su contra.

## Geografía física

### Clima
La cabecera municipal de Panajachel tiene clima tropical (Clasificación de Köppen: Aw).
| Parámetros climáticos promedio de Panajachel | Parámetros climáticos promedio de Panajachel | Parámetros climáticos promedio de Panajachel | Parámetros climáticos promedio de Panajachel | Parámetros climáticos promedio de Panajachel | Parámetros climáticos promedio de Panajachel | Parámetros climáticos promedio de Panajachel | Parámetros climáticos promedio de Panajachel | Parámetros climáticos promedio de Panajachel | Parámetros climáticos promedio de Panajachel | Parámetros climáticos promedio de Panajachel | Parámetros climáticos promedio de Panajachel | Parámetros climáticos promedio de Panajachel | Parámetros climáticos promedio de Panajachel |
| Mes                                          | Ene.                                         | Feb.                                         | Mar.                                         | Abr.                                         | May.                                         | Jun.                                         | Jul.                                         | Ago.                                         | Sep.                                         | Oct.                                         | Nov.                                         | Dic.                                         | Anual                                        |
| -------------------------------------------- | -------------------------------------------- | -------------------------------------------- | -------------------------------------------- | -------------------------------------------- | -------------------------------------------- | -------------------------------------------- | -------------------------------------------- | -------------------------------------------- | -------------------------------------------- | -------------------------------------------- | -------------------------------------------- | -------------------------------------------- | -------------------------------------------- |
| Temp. mín. media (°C)                        | 12.3                                         | 12.0                                         | 12.9                                         | 13.6                                         | 14.3                                         | 14.6                                         | 14.4                                         | 14.1                                         | 14.0                                         | 14.0                                         | 13.0                                         | 12.1                                         | 13.4                                         |
| Precipitación total (mm)                     | 2                                            | 15                                           | 15                                           | 48                                           | 137                                          | 355                                          | 174                                          | 185                                          | 328                                          | 182                                          | 38                                           | 11                                           | 1490                                         |
| Fuente: Climate-Data.org                     |                                              |                                              |                                              |                                              |                                              |                                              |                                              |                                              |                                              |                                              |                                              |                                              |                                              |

### Ubicación geográfica
Panajachel está en el departamento de Sololá y está rodeado por el Lago de Atitlán y municipios del departamento de Sololá; sus colindancias son:
- Norte: Concepción
- Noroeste: Sololá
- Sur y oeste:  Lago de Atitlán
- Este: San Andrés Semetabaj
- Sureste: Santa Catarina Palopó.[12]

| Noroeste: Sololá          | Norte: Concepción    |                                 |
| Oeste: Lago de Atitlán    |                      | Este: San Andrés Semetabaj      |
| Suroeste: Lago de Atitlán | Sur: Lago de Atitlán | Sureste: Santa Catarina Palopó. |

## Gobierno municipal
Los municipios se encuentran regulados en diversas leyes de la República, que establecen su forma de organización, lo relativo a la conformación de sus órganos administrativos y los tributos destinados para los mismos. Aunque se trata de entidades autónomas, se encuentran sujetas a la legislación nacional. Las principales leyes que rigen a los municipios en Guatemala desde 1985 son:
| N.º | Ley                                                | Descripción |
| --- | -------------------------------------------------- | --- |
| 1   | Constitución Política de la República de Guatemala | Tiene una regulación legal específica para los municipios en los artículos 253 al 262. |
| 2   | Ley Electoral y de Partidos Políticos              | Ley de carácter constitucional aplicable a los municipios en el tema de la conformación de sus autoridades electas. |
| 3   | Código Municipal                                   | Decreto 12-2002 del Congreso de la República de Guatemala. Tiene la categoría de ley ordinaria y contiene preceptos generales aplicables a todos los municipios, e inclusive contiene legislación referente a la creación de los municipios.             |
| 4   | Ley de Servicio Municipal                          | Decreto 1-87 del Congreso de la República de Guatemala. Regula las relaciones entra la municipalidad y los servidores públicos en materia laboral. Tiene su base constitucional en el artículo 262 de la constitución que ordena la emisión de la misma. |
| 5   | Ley General de Descentralización                   | Decreto 14-2002 del Congreso de la República de Guatemala. Regula el deber constitucional del Estado, y por ende del municipio, de promover y aplicar la descentralización y desconcentración económica y administrativa.                                |

El gobierno de los municipios de Guatemala está a cargo de un Concejo Municipal mientras que el código municipal —que tiene carácter de ley ordinaria y contiene disposiciones que se aplican a todos los municipios de Guatemala— establece que «el concejo municipal es el órgano colegiado superior de deliberación y de decisión de los asuntos municipales […] y tiene su sede en la circunscripción de la cabecera municipal». Por último, el artículo 33 del mencionado código establece que «[le] corresponde con exclusividad al concejo municipal el ejercicio del gobierno del municipio».
El concejo municipal se integra con el alcalde, los síndicos y concejales, electos directamente por sufragio universal y secreto para un período de cuatro años, pudiendo ser reelectos.
Existen también las Alcaldías Auxiliares, los Comités Comunitarios de Desarrollo (COCODE), el Comité Municipal del Desarrollo (COMUDE), las asociaciones culturales y las comisiones de trabajo. Los alcaldes auxiliares son elegidos por las comunidades de acuerdo a sus principios, valores, procedimientos y tradiciones, estos se reúnen con el alcalde municipal el primer domingo de cada mes. Los Comités Comunitarios de Desarrollo y el Consejo Municipal de Desarrollo tiene como función organizar y facilitar la participación de las comunidades priorizando necesidades y problemas.

## Historia

### Conquista española
En el siglo XVI, durante la conquista española, en esta área culminó la batalla decisiva de los ejércitos de los conquistadores, aliados con los kakchiqueles, en contra de los tzu'tujiles.  

### Época colonial: doctrina franciscana
Durante la época colonial, Panajachel formó parte del corregimiento de Tecpán Atitlán, y cuando dicho corregimiento se convirtió en la alcaldía mayor del departamento de Sololá en 1730, formó parte de dicha alcaldía, como se encontró en documentos de 1749. El templo católico de Panajachel fue construido en 1567 y la fachada todavía es la original y una de las joyas del estilo colonial en Guatemala.[cita requerida]
Los franciscanos, quienes tuvieron conventos y doctrinas en la diócesis de Guatemala, se hallaban diseminados en donde se encuentran los modernos departamentos de Sacatepéquez, Chimaltenango, Sololá, Quetzaltenango, Totonicapán, Suchitepéquez y Escuintla.  La «Provincia del Santísimo Nombre de Jesús», como se llamaba la región a cargo de los franciscanos, llegó a tener veinticuatro conventos.  Para 1700, en el convento de Panajachel habitaban tres sacerdotes, que se encargaban de evangelizar a aproximadamente mil ochocientas personas, principalmente indígenas, y tenían a su cargo cuatro doctrinas y doce cofradías.

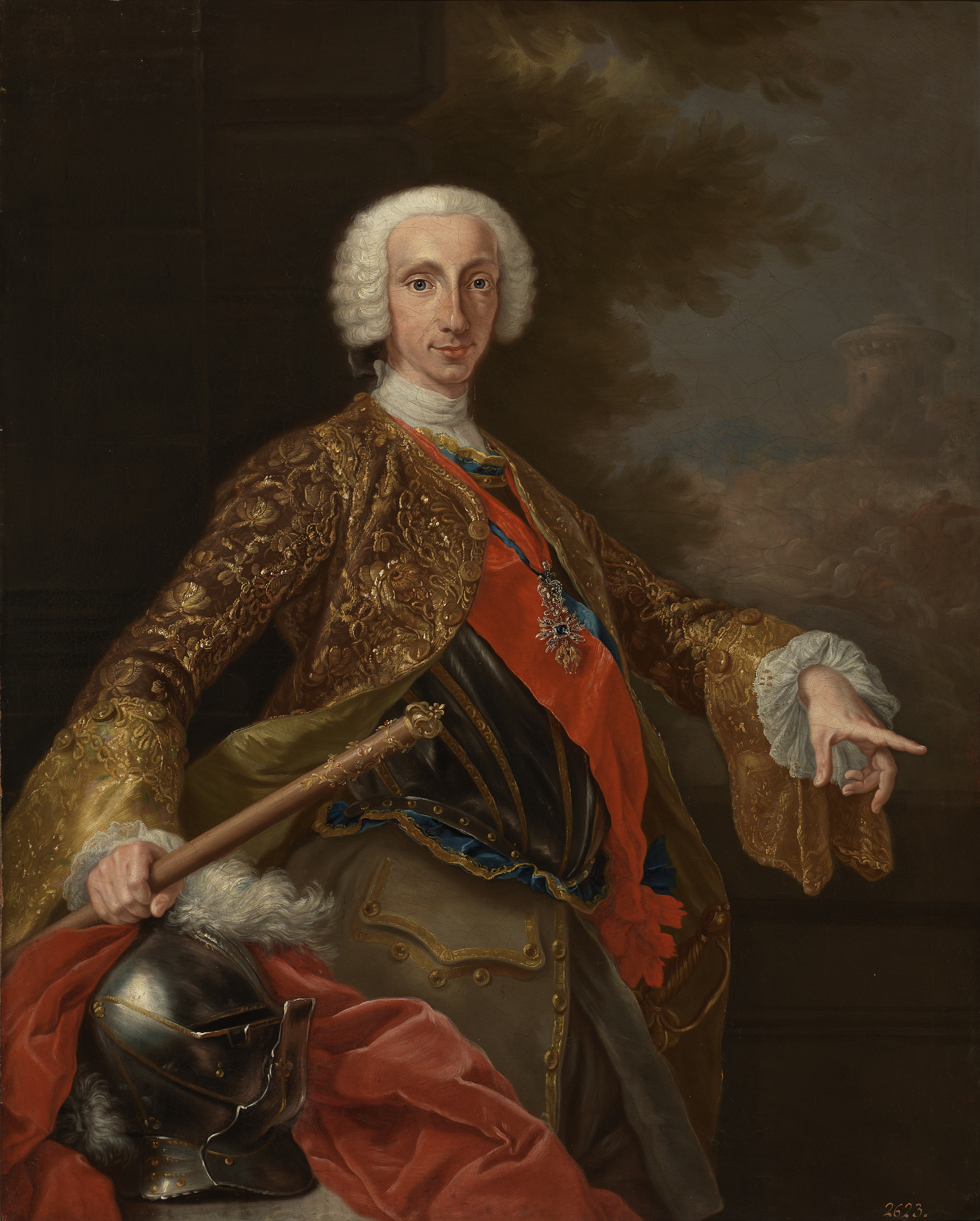
Rey Carlos III de España, promotor de las reformas borbónicas.

En las cabezas de curato, diariamente se cantaba o rezaba la misa conventual con la asistencia de los oficiales de las cofradías y de sus esposas, quienes tenían velas encendidas en sus manos durante casi toda la misa.  Además, tanto en la sede del curato como en los pueblos de visita de las doctrinas, se impartía doctrina a las niñas a partir de los seis años de edad a las dos de la tarde y, al ocaso, a los niños de la misma edad para que durante dos horas recibieran la instrucción cristiana.  La enseñanza consistía en recitar toda la doctrina y oraciones y hacer ejercicios con las preguntas del catecismo y estaba a cargo del doctrinero y de dos indios ancianos, llamados fiscales, en caso el doctrinero no pudiera asistir.  A los adultos se les atendía los domingos y días festivos, luego de la misa; se cerraban las puertas de la iglesia, y se rezaban todas las oraciones de la doctrina cristiana en idioma de la localidad, con todo el pueblo, hombres y mujeres.
En 1754, en virtud de una Real Cédula parte de las Reformas Borbónicas, todos los curatos de las órdenes regulares fueron traspasados al clero secular. En 1765 se publicaron las reformas borbónicas de la Corona española, que pretendían recuperar el poder real sobre las colonias y aumentar la recaudación fiscal. Además de esta redistribución administrativa, la Corona española estableció una política tendiente a disminuir el poder de la Iglesia católica, el cual hasta ese momento era prácticamente absoluto sobre los vasallos españoles. La política de disminución de poder de la iglesia se basaba en la Ilustración y tenía seis puntos principales, pero destacaba una crítica al papel de la Iglesia dentro de la sociedad y de sus organismos derivados, sobre todo de las cofradías y hermandades.
En 1770, cuando el arzobispo Pedro Cortés y Larraz llegó al país y recorrió su diócesis, describió a la localidad como la «parroquia de San Francisco Panajachel».

### Tras la Independencia de Centroamérica
La región de Atitlán fue uno de los distritos originales del Estado de Guatemala cuando este fue creado oficialmente en 1825 y pertenecía al departamento de Sololá/Suchitepéquez. En ese año, la Asamblea Legislativa del Estado también dividió al Estado de Guatemala en once distritos para la impartición de justicia, y Panajachel fue parte del circuito de Sololá en el Distrito N.º7 (Sololá), el cual incluía también a Concepción, San Andrés, Santa Catarina Palopó, San Antonio Palopó, San Jorge, Santa Cruz, Santa Lucía Utatlán, Santa Catarina Istaguacán y Argueta.

### El efímero Estado de Los Altos

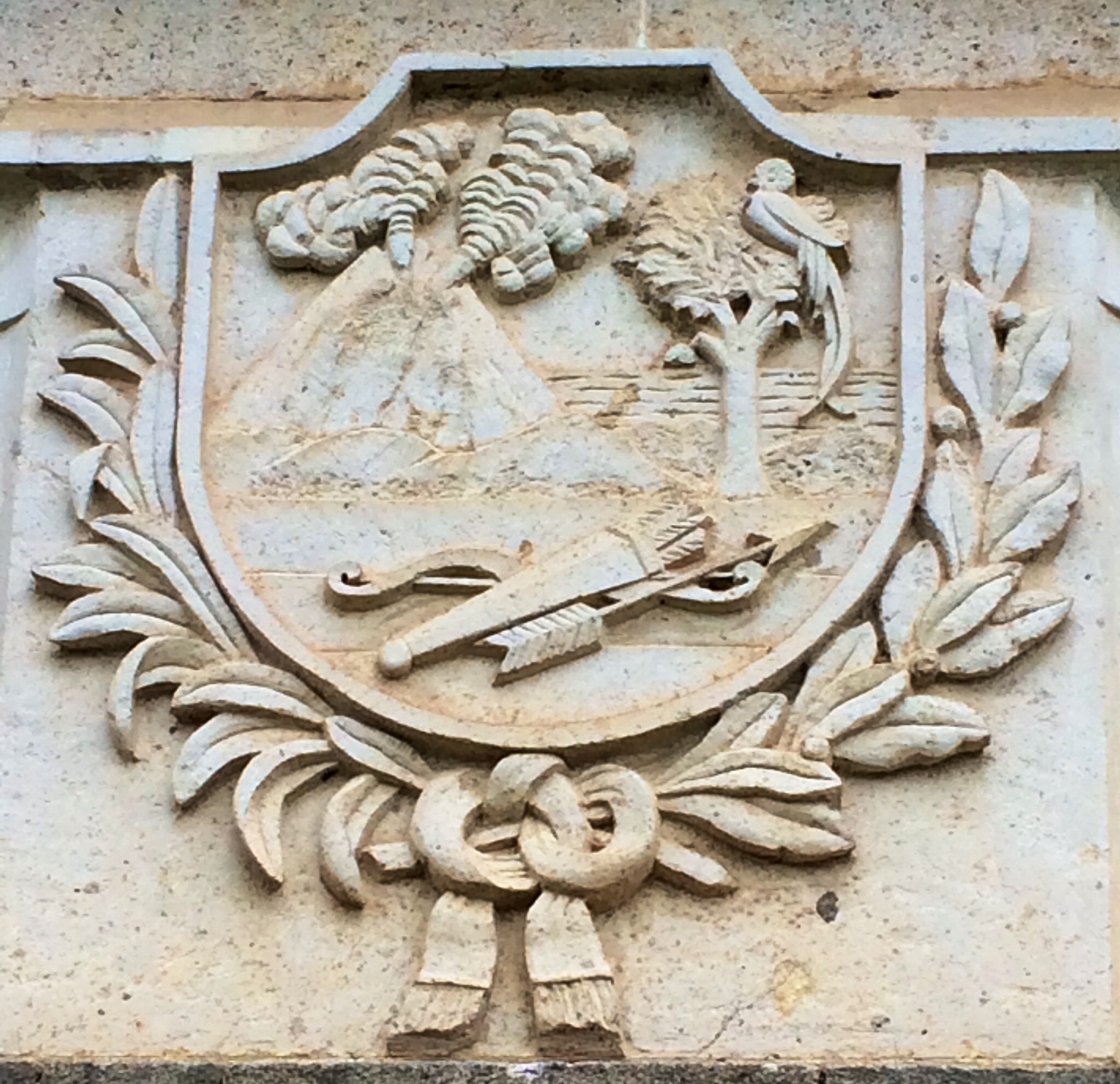
Escudo del Estado de los Altos

A partir del 3 de abril de 1838, la región de Atitlán fue parte de la región que formó el efímero Estado de Los Altos y que forzó a que el Estado de Guatemala se reorganizara en siete departamentos y dos distritos independientes el 12 de septiembre de 1839: 
- Departamentos: Chimaltenango, Chiquimula, Escuintla, Guatemala, Mita, Sacatepéquez, y Verapaz
- Distritos: Izabal y Petén[22]

Las revueltas indígenas en el Estado de Los Altos fueron constantes y alcanzaron su punto crítico el 1.º de octubre de 1839, en Santa Catarina Ixtahuacán, Sololá, cuando tropas altenses reprimieron una sublevación y mataron a cuarenta vecinos. Encolerizados, los indígenas acudieron al caudillo conservador Rafael Carrera, en busca de protección. Por otra parte, en octubre de 1839 la tensión comercial entre Guatemala y Los Altos dio paso a movimientos militares; hubo rumores de que el general Agustín Guzmán -militar mexicano que estaba al mando de las Fuerzas Armadas de Los Altos- estaba organizando un ejército en Sololá con la intención de invadir Guatemala, lo que puso a ésta en máxima alerta.
Tras algunas escaramuzas, los ejércitos se enfrentaron en Sololá el 25 de enero de 1840; Carrera venció a las fuerzas del general Agustín Guzmán e incluso apresó a este mientras que el general Doroteo Monterrosa venció a las fuerzas altenses del coronel Antonio Corzo el 28 de enero.  El gobierno quetzalteco colapsó entonces, pues aparte de las derrotas militares, los poblados indígenas -incluyendo a los de Totonicapán- abrazaron la causa conservadora de inmediato; al entrar a Quetzaltenango al frente de dos mil hombres, Carrera fue recibido por una gran multitud que lo saludaba como su «libertador».
Carrera impuso un régimen duro y hostil para los liberales altenses, pero bondadoso para los indígenas de la región —derogando el impuesto personal— y para los eclesiásticos restituyendo los privilegios de la religión católica; llamando a todos los miembros del cabildo criollo les dijo tajantemente que se portaba bondadoso con ellos por ser la primera vez que lo desafiaban, pero que no tendría piedad si había una segunda vez. El general Guzmán, y el jefe del Estado de Los Altos, Marcelo Molina, fueron enviados a la capital de Guatemala, en donde fueron exhibidos como trofeos de guerra durante un destile triunfal el 17 de febrero de 1840; en el caso de Guzmán, engrilletado, con heridas aún sangrantes, y montado en una mula. El 26 de febrero de 1840 el gobierno de Guatemala colocó a Los Altos bajo su autoridad y el 13 de agosto nombró al corregidor de la región, el cual servía también como comandante general del ejército y superintendente.

### Tras la Reforma Liberal de 1871
Luego de la Reforma Liberal de 1871, el presidente de facto provisiorio Miguel García Granados dispuso crear el departamento de Quiché para mejorar la administración territorial de la República dada la enorme extensión del territorio de Totonicapán y de Sololá. De esta cuenta, el 12 de agosto de 1872 el departamento de Sololá perdió sus distritos de la Sierra y de Quiché y se vio reducido únicamente a los poblados de Panajachel, villa de Sololá, San José Chacallá, San Andrés Semetabaj, Concepción, San Jorge, Santa Cruz, Santa Lucía Utatlán, Santa Clara, Santa Bárbara, San Juan de los Leprosos, Visitación, San Pedro, San Juan, an Pablo, San Marcos, Atitlán, San Lucas Tolimán, San Antonio Palopó, Santa Catarina Palopó y Patulul.

### Visita de los arqueólogos Anne y Alfred P. Maudslay en 1892
En 1892, el arqueólogo británico Alfred Percival Maudslay y su esposa Anne Maudslay visitaron Panajachel durante su recorrido por tierras guatemaltecas; las impresiones que el poblado causó en la esposa del arqueólogo fueron en publicadas en su libro A glimpse at Guatemala (español: Un vistazo a Guatemala).
| Llegamos al poblado después de pasar la noche en San Antonio Palopó y tras un recorrido de 12 km; Panajachel es un pueblecito que está situado en una planicie formada por un rápido riachuelo que surge de una estrecha ranura en las montañas, y que ha dividido la tierra en la forma de un abanico abierto de aproximadamente una milla de largo hasta llegar a la orilla del lago de Atitlán. Cuando llegaron los Maudslay, ya los habitantes del poblado habían construido numerosos canales de irrigación que habían alterado la cauce del riachuelo y que servían para regar los sembradíos de hortalizas, flores y café que había en el delta. Sin embargo, los canales no eran suficientes para contrarrestar las crecidas del río que todavía afectaban a la población, e inclusive algunos años antes había ocurrido una severa inundación que arrastró varias casas y dejando al poblado incomunicado. La villa en sí no tenía mucho de interesante, pero sus alrededores, incluyendo las montañas y volcanes en el horizonte, el Lago de Atitlán y lo verde de las montañas lejanas, contrastaban con lo árido de los cerros que rodeaban Panajachel y que para entonces estaban completamente deforestados. En cuanto a la alimentación disponible en el lugar, había numerosos árboles de naranja y jocote, pero los mejores platillos eran una ensalada preparada con aguacate local, que era un platillo de mucho renombre en todo el país y las cebollas, consideradas como lo mejor de Guatemala en esa época. La vida de las mujeres del poblado me pareció monótona y totalmente desprovista de cualquier tipo de entretenimiento; se pasaban cada día moliendo maíz para sus tortillas, o lavando ropa en la orilla del río. Solo las mujeres que ofrecían sus productos en el mercado de la plaza central por las mañanas salían un tanto de esa monotonía. Mientras estuvimos en Panajachel loogramos ver una ceremonia indígena muy especial, relacionada con la celebración del día del Cristo Negro de Esquipulas; peregrinos que retornaban de Esquipulas se reunieron en la plaza por la noche, en donde encendieron fogatas alrededor de las cuales se reunieron para comer, y una vez concluida la cena colocaron petates sobre el suelo en una fila que cruzaba la plaza en la que cada uno de los hombres sacó una cajita de madera de la que extrajo la imagen de un santo católico y la colocó sobre su petate a manera de altar. La imagen más importante, la del Cristo Negro, fue colocada en el petate al centro de la plaza; una vez concluida la preparación, los indígenas —ataviados con un gabán de lana negro y un pañuelo blanco sujetado con un sombrero negro de paja— iniciaron un rito en el que iban pasando cada uno frente a cada santo, siempre gateando y colocando la frente sobre el suelo luego de besar a cada imagen. Luego de pasar varias veces frente a todos los santos, se reunieron frente a la imagen del Cristo Negro, en donde su líder dirigió una himno en honor a la imagen; tras cantar por aproximadamente media hora, apagaron sus fogatas y se recogieron para dormir. A pesar de ser con imágenes cristianas, fue en realidad una ceremonia indígena; los sacerdotes con que nos entrevistamos ya nos habían contado que no estaban seguros de que los indígenas hubieran absorbido enteramente la doctrina cristiana que les quisieron imponer los conquistadores españoles. —Anne Maudslay A glimpse at Guatemala, 1899 |

### sigloXX
Desde la década de 1960, el poblado atrajo turistas del mundo entero por su lugar privilegiado en las costas del lago de Atitlán. Muchos venían del movimiento hippie, que estaba en auge en esos años, y una parte de ellos decidió establecerse permanentemente en Panajachel.  Durante la guerra civil de Guatemala el número de turistas y extranjeros residentes bajó, para crecer nuevamente al terminar el conflicto armado.
Luego del terremoto del 4 de febrero de 1976 la Carretera CA-I —antigua carretera Interamericana— sufrió severos daños entre Patzicía, Patzún, y Godínez en el departamento de Chimaltenango y Panajachel en Sololá; las reparaciones de esta carretera estuvieron a cargo de la Secretaría de Obras Públicas de México que envió más de doscientos hombres en destacamentos autosuficientes —es decir, con sus propios campamentos, maquinaria y provisiones.  En el punto intermedio entre Godínez y Patzún, en el lugar conocido como Los Chocoyos, hubo un derrumbe de tal magnitud que sepultó a varias casas con todo y sus habitantes.

### sigloXXI: tormenta Stan
El huracán Stan, azotó Guatemala como huracán de categoría I en los primeros días de octubre de 2005 y causó daños y pérdidas al país por unos mil millones de dólares, según un estudio de la Comisión Económica para América Latina y el Caribe (CEPAL). De acuerdo al informe, el huracán afectó directamente a catorce de los veintidós departamentos de Guatemala; además, provocó seiscientos setenta muertos, ochocientos cincuenta desaparecidos y tres millones y medio de damnificados.
Las lluvias continuas pusieron al descubierto el desastre medioambiental de Guatemala: las deforestadas montañas no soportaron los bolsones agua y humedad que en esos días se formaron provocando derrumbes y deslaves. La mayoría de los ríos que brotan en las depredadas montañas de la bocacosta, con sus cuencas casi sin vegetación y la pérdida de profundidad en sus causes, provocó que se desbordaran e inundaran amplias regiones cultivadas y decenas de comunidades rurales y cabeceras municipales en la franja costera del país. En la altiplanicie central y occidental, capas y pliegues de cerros y volcanes se derrumbaron destruyendo cientos de viviendas y la tragedia humana. De la parte alta de la cuenca del lago de Atitlán, los deslaves fueron continuos, arrastrando lodo, piedras, rocas y arena. El lago, que normalmente recibe las aguas negras de doce cabeceras municipales, fue inundado con un gran volumen de desechos que flotaron durante varios días.

### Captura del exgobernador de Veracruz Javier Duarte
El 15 de abril de 2017, la Procuraduría General de la República de México (PGR) anunció la captura del exgobernador de Veracruz, Javier Duarte de Ochoa, con ayuda de las autoridades de Guatemala.  El exgobernador fue localizado y capturado con fines de extradición alrededor de las 20:00 horas en un hotel de Panajachel. En un comunicado, la Procuraduría informó que con base en «investigaciones realizadas por las dependencias que integran el gabinete de seguridad del Gobierno de la República y con el apoyo de la Oficina Central de Interpol en Guatemala, Javier Duarte de Ochoa fue localizado y detenido con fines de extradición en el Municipio de Panajachel, Departamento de Sololá, en ese país». La detención se realizó con apoyo de la Policía Nacional Civil y el Ministerio Público de la República de Guatemala. La PGR le imputa el saqueo de 253 millones de pesos de los fondos públicos de las secretarías de Salud y Educación del Estado de Veracruz. Según el periódico digital mexicano Animal Político, su detención se debió a que las autoridades siguieron la pista de sus familiares, específicamente «un vuelo que realizaron para visitarlo, este fin de semana, en Guatemala».

## Turismo

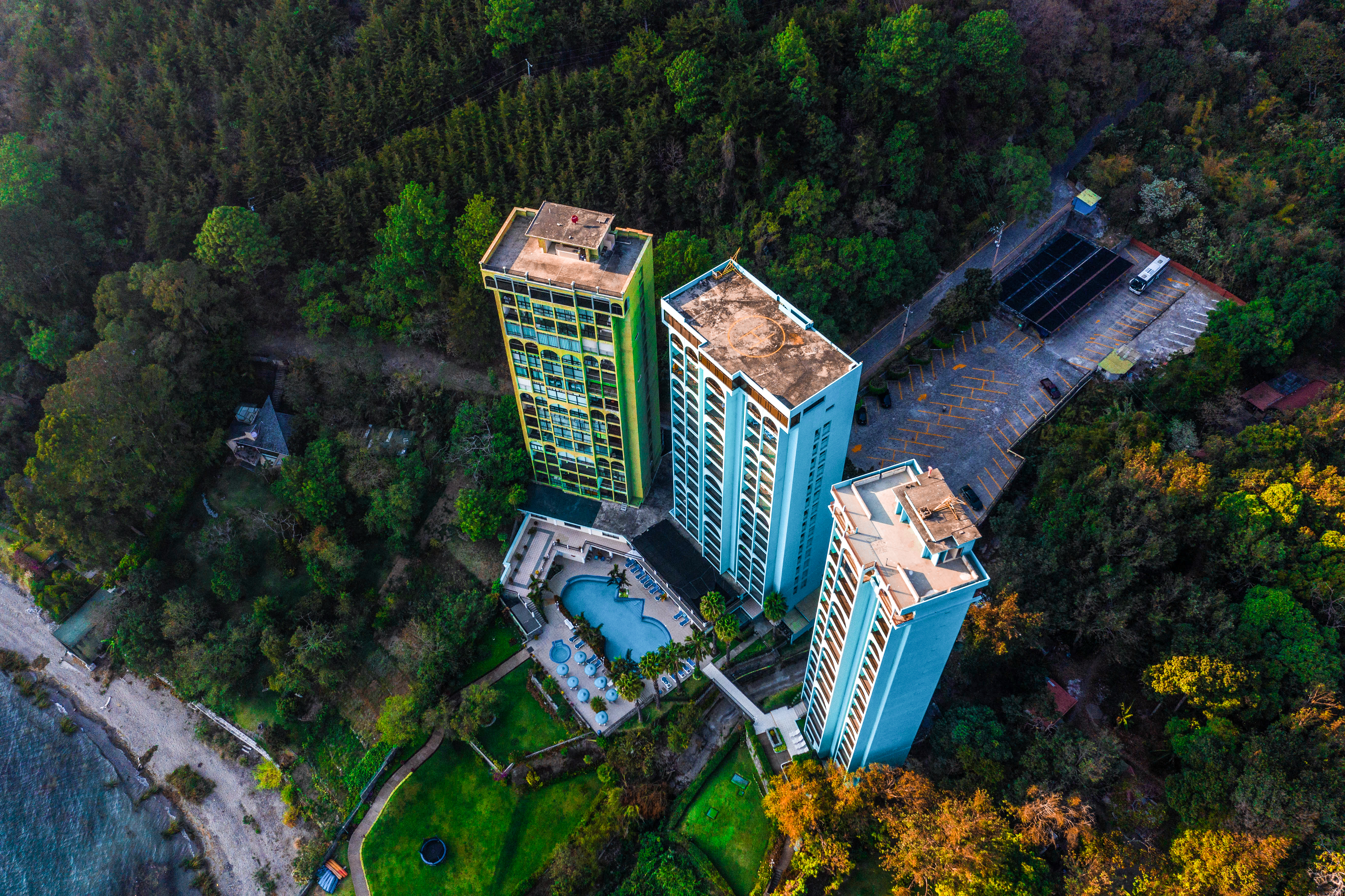
Hoteles en la ciudad a las orillas del Lago de Atitlán

Posee el puerto de Tzanjuyú, numerosos hoteles, restaurantes, áreas de recreación y chalets que son utilizados por turistas de todo el mundo, y es el punto de partida para conocer el departamento de Sololá y el lago Atitlán, que estuvo nominado para la selección de las siete maravillas naturales del mundo. 
Además que a veces hay varias actividades durante la Semana Santa, Navidad y otras ocasiones. En Panajachel se ha realizado siempre una feria local en primera semana de octubre en honor al patrono San Francisco de Asís, donde eligen a la Reina de la Fiestas Franciscanas.
En el siglo xxi el pueblo ha vuelto a florecer y forma uno de los principales centros turísticos del país, junto a Antigua, Chichicastenango y Tikal.

### Galería de imágenes

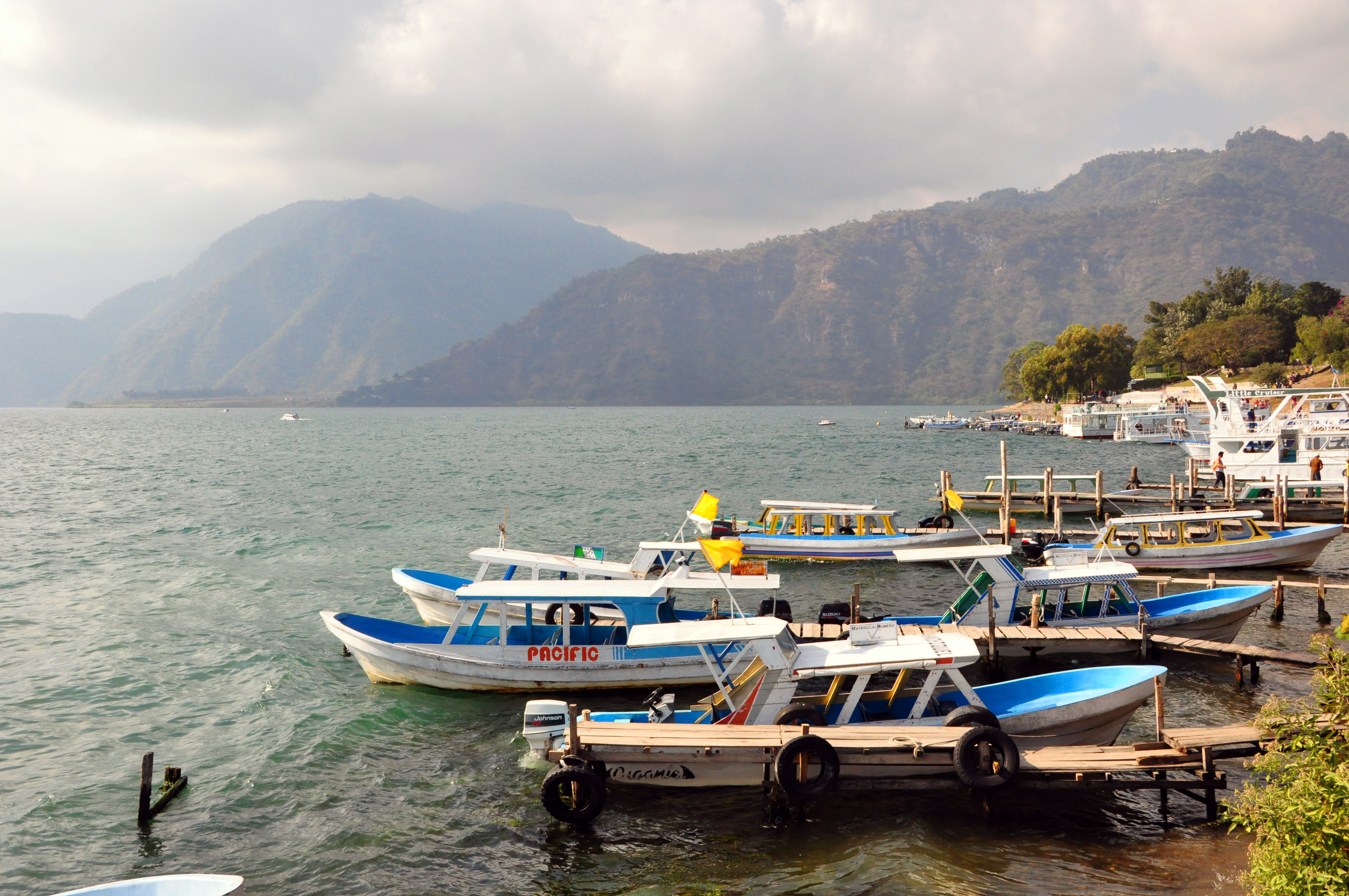
Embarcaciones ancladas en el lago
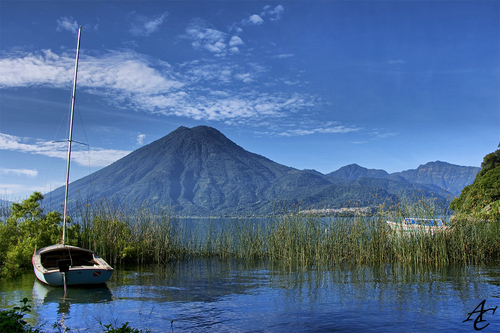
Vista al Volcán San Pedro desde Panajachel
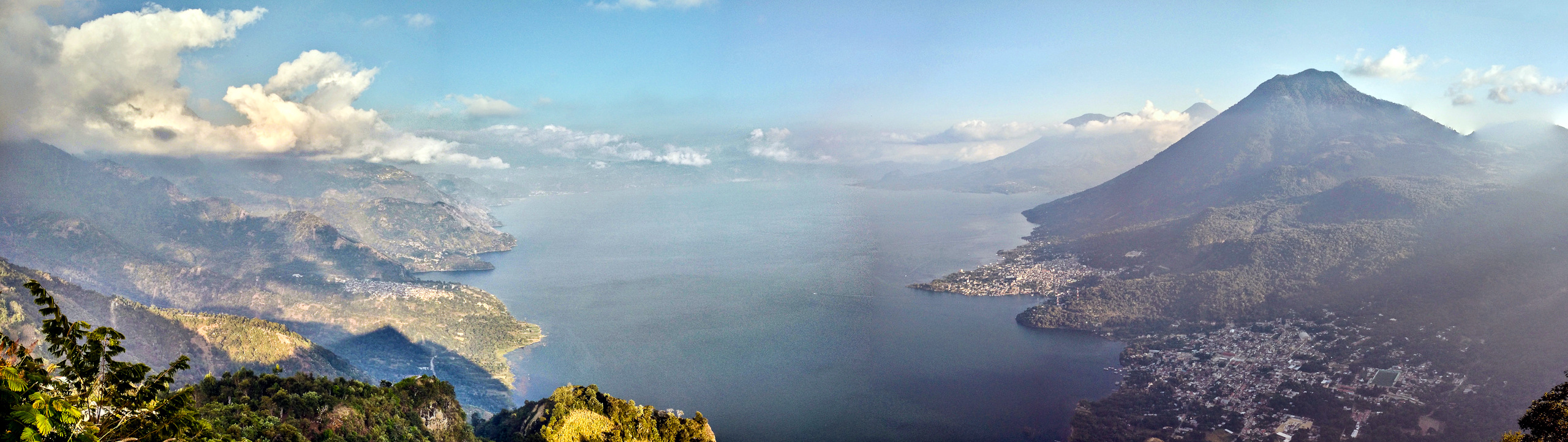
Panajachel vista desde el aire, a la izquierda.
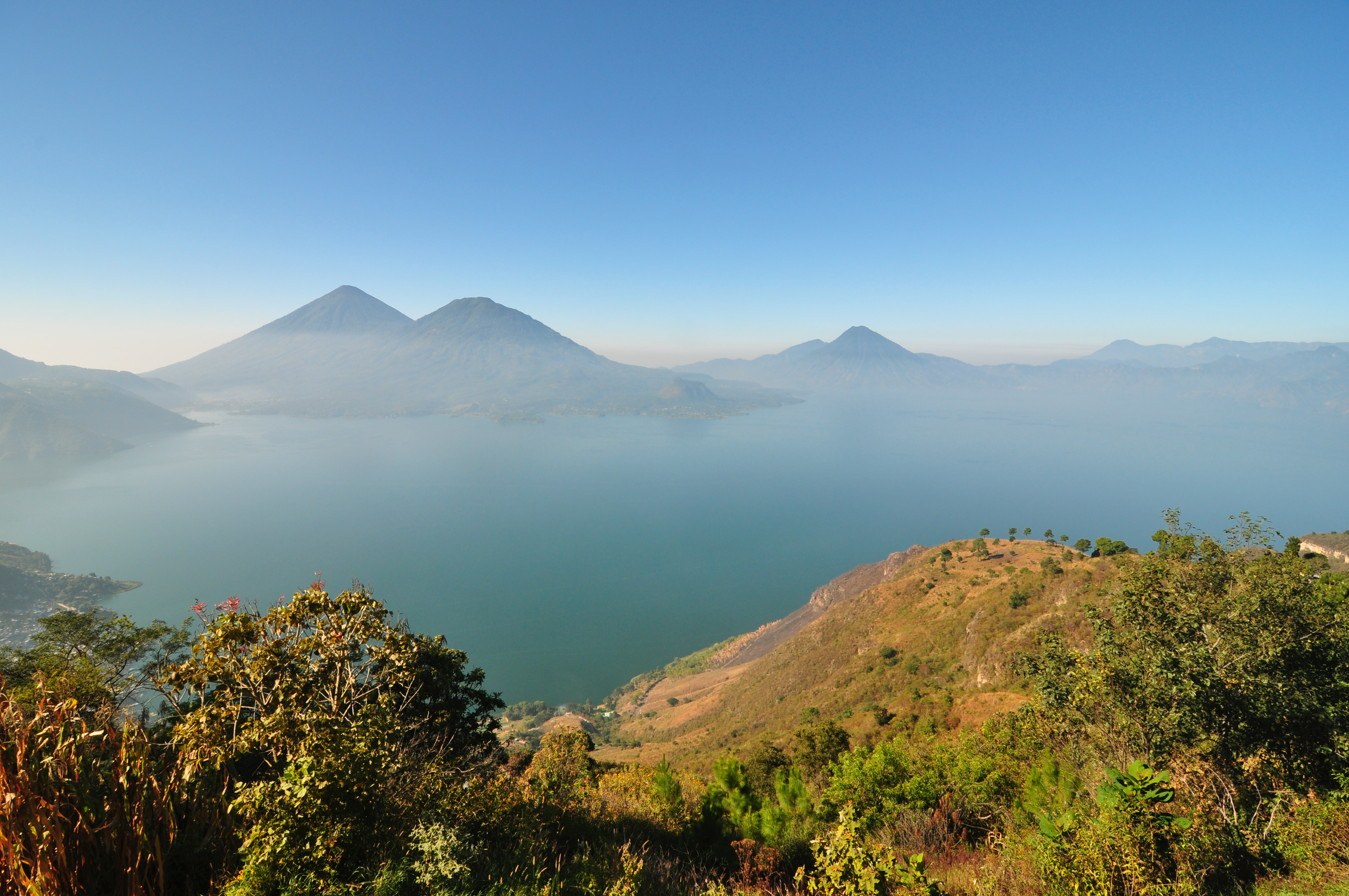
Altiplano de Panajachel